# Llista de topònims de Granyena de Segarra
Llista de topònims (noms propis de lloc) del municipi de Granyena de Segarra, a la Segarra
Informació actualitzada per un bot. Els canvis manuals es perdran quan s'actualitzi!

## cabana de volta
| imatge | Nom                                     | Ubicat a            | instància de    | Detalls                                                | coordenades | Protecció                                  | Commons (més fotos)                     | Dades a WD                    |
| ------ | --------------------------------------- | ------------------- | --------------- | ------------------------------------------------------ | --- | ------------------------------------------ | --------------------------------------- | ----------------------------- |
|        | cabana de volta de Cal Foguet           | Granyena de Segarra | cabana de volta | Estil: arquitectura popular 19th century               | 41° 37′ 12″ N, 1° 12′ 23″ E / 41.62008°N,1.20652°E ca:Camí de Granyena de Segarra a Verdú 486 msnm                                             | bé integrant del patrimoni cultural català | Cabana de volta de Cal Foguet           | Modifica les dades a Wikidata |
|        | cabana de volta de Cal Seré             | Granyena de Segarra | cabana de volta | Estil: arquitectura popular 19th century               | 41° 37′ 35″ N, 1° 14′ 14″ E / 41.62652°N,1.23727°E ca:Camí de Granyena de Segarra a la Granyanella, cruïlla dreta direcció Fonolleres 575 msnm | bé integrant del patrimoni cultural català | Cabana de volta de Cal Seré             | Modifica les dades a Wikidata |
|        | cabana de volta de Cal Tomàs            | Granyena de Segarra | cabana de volta | Estil: arquitectura popular 19th century Estat: ruïnós | 41° 37′ 52″ N, 1° 14′ 28″ E / 41.63101°N,1.24109°E ca:Camí de Granyena de Segarra a Fonolleres 535 msnm                                        | bé integrant del patrimoni cultural català | Cabana de volta de Cal Tomàs            | Modifica les dades a Wikidata |
|        | cabana de volta de la Pleta de la Torre | Granyena de Segarra | cabana de volta | Estil: arquitectura popular 19th century               | 41° 37′ 27″ N, 1° 12′ 02″ E / 41.62406°N,1.20043°E ca:Camí de Granyena de Segarra a Tàrrega 527 msnm                                           | bé integrant del patrimoni cultural català | Cabana de volta de la Pleta de la Torre | Modifica les dades a Wikidata |
|        | cabana de volta de les Avalls           | Granyena de Segarra | cabana de volta | Estil: arquitectura popular 19th century               | 41° 37′ 15″ N, 1° 12′ 05″ E / 41.620719°N,1.201327°E ca:Camí de Granyena de Segarra a Verdú 480 msnm                                           | bé integrant del patrimoni cultural català | Cabana de volta de les Avalls           | Modifica les dades a Wikidata |
|        | cabana de volta del Josep del Comte     | Granyena de Segarra | cabana de volta | Estil: arquitectura popular 19th century               | 41° 37′ 30″ N, 1° 12′ 27″ E / 41.62509°N,1.20749°E ca:Camí de Granyena de Segarra a Tàrrega 550 msnm                                           | bé integrant del patrimoni cultural català | Cabana de volta del Josep del Comte     | Modifica les dades a Wikidata |
|        | cabana en volta del Sàrries             | Granyena de Segarra | cabana de volta | Estil: arquitectura popular 19th century               | 41° 37′ 23″ N, 1° 12′ 40″ E / 41.62301°N,1.21098°E ca:Camí de Granyena de Segarra a Tàrrega 560 msnm                                           | bé integrant del patrimoni cultural català | Cabana en volta del Sàrries             | Modifica les dades a Wikidata |
|        | cabanes de volta de Granyena de Segarra | Granyena de Segarra | cabana de volta | Estil: arquitectura popular                            | 41° 37′ 15″ N, 1° 12′ 05″ E / 41.620719°N,1.201327°E                                                                                           |                                            | Cabanes de volta de Granyena de Segarra | Modifica les dades a Wikidata |
|        | pleta del Foguet                        | Granyena de Segarra | cabana de volta | Estil: arquitectura popular 19th century               | 41° 37′ 23″ N, 1° 12′ 54″ E / 41.62305°N,1.21497°E ca:Camí de Granyena a Verdú 560 msnm                                                        | bé integrant del patrimoni cultural català | Pleta del Foguet                        | Modifica les dades a Wikidata |

## casa
| imatge | Nom                             | Ubicat a            | instància de | Detalls                                              | coordenades                                                                         | Protecció                                  | Commons (més fotos)               | Dades a WD                    |
| ------ | ------------------------------- | ------------------- | ------------ | ---------------------------------------------------- | ----------------------------------------------------------------------------------- | ------------------------------------------ | --------------------------------- | ----------------------------- |
|        | Ca l'Ardit                      | Granyena de Segarra | casa         | Estil: arquitectura popular 16th century             | 41° 37′ 24″ N, 1° 14′ 46″ E / 41.62343°N,1.24617°E ca:C. Major, 30 599 msnm         | bé integrant del patrimoni cultural català | Ca l'Ardit                        | Modifica les dades a Wikidata |
|        | Cal Carboné                     | Granyena de Segarra | casa         | Estil: arquitectura popular 16th century             | 41° 37′ 23″ N, 1° 14′ 43″ E / 41.62296°N,1.24522°E ca:C. Major, 10 595 msnm         | bé integrant del patrimoni cultural català | Cal Carboné (Granyena de Segarra) | Modifica les dades a Wikidata |
|        | Cal Comte                       | Granyena de Segarra | casa         | Estil: arquitectura popular 17th century             | 41° 37′ 23″ N, 1° 14′ 44″ E / 41.62313°N,1.24542°E ca:C. Major, 4 596 msnm          | bé cultural d'interès local                | Cal Comte (Granyena de Segarra)   | Modifica les dades a Wikidata |
|        | Cal Forné                       | Granyena de Segarra | casa         | Estil: arquitectura popular 16th century             | 41° 37′ 23″ N, 1° 14′ 44″ E / 41.62299°N,1.24546°E ca:C. del Pou, 15 596 msnm       | bé integrant del patrimoni cultural català | Cal Forné                         | Modifica les dades a Wikidata |
|        | Cal Quic                        | Granyena de Segarra | casa         | Estil: arquitectura popular 14th century             | 41° 37′ 27″ N, 1° 14′ 51″ E / 41.62409°N,1.24737°E ca:C. Tramuntana, 1 594 msnm     | bé integrant del patrimoni cultural català | Cal Quic (Granyena de Segarra)    | Modifica les dades a Wikidata |
|        | Cal Semion                      | Granyena de Segarra | casa         | Estil: gòtic tardà arquitectura popular 16th century | 41° 37′ 24″ N, 1° 14′ 45″ E / 41.62343°N,1.24596°E ca:C. Major, 13 600 msnm         | bé integrant del patrimoni cultural català | Cal Semion                        | Modifica les dades a Wikidata |
|        | Rectoria de Granyena de Segarra | Granyena de Segarra | casa         | Estil: arquitectura popular 16th century             | 41° 37′ 26″ N, 1° 14′ 45″ E / 41.623843°N,1.245774°E ca:C. del Castell, 14 611 msnm | bé integrant del patrimoni cultural català | Rectoria de Granyena de Segarra   | Modifica les dades a Wikidata |

## església
| imatge | Nom                                | Ubicat a            | instància de                 | Detalls                                        | coordenades | Protecció                                  | Commons (més fotos)                                     | Dades a WD                    |
| ------ | ---------------------------------- | ------------------- | ---------------------------- | ---------------------------------------------- | --- | ------------------------------------------ | ------------------------------------------------------- | ----------------------------- |
|        | Sant Pere de Granyena de Segarra   | Granyena de Segarra | església                     | Estil: arquitectura popular 17th century       | 41° 37′ 24″ N, 1° 14′ 48″ E / 41.62336°N,1.24676°E ca:Pl. Sant Pere, 21 595 msnm                                               | bé cultural d'interès local                | Sant Pere de Granyena de Segarra                        | Modifica les dades a Wikidata |
|        | Santa Maria de Granyena de Segarra | Granyena de Segarra | església església parroquial | Estil: arquitectura neoclàssica 18th century   | 41° 37′ 26″ N, 1° 14′ 46″ E / 41.623877°N,1.246088°E ca:C. Major, 14 605 msnm                                                  | bé cultural d'interès local                | Santa Maria de Granyena de Segarra                      | Modifica les dades a Wikidata |
|        | Santuari de Santa Maria del Camí   | Granyena de Segarra | església                     | Estil: historicisme arquitectònic 19th century | 41° 37′ 55″ N, 1° 15′ 10″ E / 41.63189°N,1.25291°E ca:Ctra LV-2142 direcció a Granyena de Segarra, cruïlla a la dreta 557 msnm | bé cultural d'interès local                | Santuari de Santa Maria del Camí de Granyena de Segarra | Modifica les dades a Wikidata |
|        | capella del Cementiri Vell         | Granyena de Segarra | església capella             | Estil: arquitectura popular 18th century       | 41° 37′ 27″ N, 1° 14′ 44″ E / 41.62413°N,1.2455°E ca:Pl. de Castell 625 msnm                                                   | bé integrant del patrimoni cultural català | Capella del Cementiri Vell (Granyena de Segarra)        | Modifica les dades a Wikidata |

## font
| imatge | Nom                | Ubicat a            | instància de | Detalls                                  | coordenades                                                                                | Protecció                                  | Commons (més fotos) | Dades a WD                    |
| ------ | ------------------ | ------------------- | ------------ | ---------------------------------------- | ------------------------------------------------------------------------------------------ | ------------------------------------------ | ------------------- | ----------------------------- |
|        | font de Granyena   | Granyena de Segarra | font         |                                          | 41° 37′ 09″ N, 1° 14′ 38″ E / 41.6192596742528°N,1.24380996672881°E 542 msnm               |                                            |                     | Modifica les dades a Wikidata |
|        | font del Cavallera | Granyena de Segarra | font         | Estil: arquitectura barroca 17th century | 41° 37′ 47″ N, 1° 15′ 09″ E / 41.62978°N,1.25253°E ca:Sortida de Granyena LV-2142 534 msnm | bé integrant del patrimoni cultural català | Font del Cavallera  | Modifica les dades a Wikidata |

## masia
| imatge | Nom                   | Ubicat a            | instància de | Detalls       | coordenades                                                       | Protecció | Commons (més fotos) | Dades a WD                    |
| ------ | --------------------- | ------------------- | ------------ | ------------- | ----------------------------------------------------------------- | --------- | ------------------- | ----------------------------- |
|        | Casalot de la Carlana | Granyena de Segarra | masia        | Estat: ruïnós | 41° 36′ 53″ N, 1° 13′ 09″ E / 41.614674°N,1.219177°E 578 msnm     |           |                     | Modifica les dades a Wikidata |
|        | Mas de l'Ardit        | Granyena de Segarra | masia        | Estat: ruïnós | 41° 37′ 44″ N, 1° 13′ 42″ E / 41.62879722°N,1.22840556°E 594 msnm |           |                     | Modifica les dades a Wikidata |

## Misc
| imatge | Nom                                              | Ubicat a            | instància de                                   | Detalls                                                       | coordenades | Protecció                                            | Commons (més fotos)                              | Dades a WD                    |
| ------ | ------------------------------------------------ | ------------------- | ---------------------------------------------- | ------------------------------------------------------------- | --- | ---------------------------------------------------- | ------------------------------------------------ | ----------------------------- |
|        | Castell de Granyena                              | Granyena de Segarra | castell                                        | Estil: gòtic tardà arquitectura popular 16th century          | 41° 37′ 26″ N, 1° 14′ 43″ E / 41.6239555556°N,1.24528055556°E ca:Carrer del Castell, Granyena 632 msnm                             | bé d'interès cultural bé cultural d'interès nacional | Castell de Granyena de Segarra                   | Modifica les dades a Wikidata |
|        | Castell de Granyena                              | Granyena de Segarra | vèrtex geodèsic                                | Alt: 1.2m                                                     | 41° 37′ 27″ N, 1° 14′ 43″ E / 41.624108°N,1.245185°E ca:Carrer del Castell 634.041 msnm                                            |                                                      |                                                  | Modifica les dades a Wikidata |
|        | Cisterna del Santuari de la Mare de Déu del Camí | Granyena de Segarra | cisterna                                       | Estil: arquitectura popular 13rd century                      | 41° 37′ 55″ N, 1° 15′ 10″ E / 41.63188°N,1.2527°E ca:Al santuari de la Mare de Déu del Camí 554 msnm                               | bé integrant del patrimoni cultural català           | Cisterna del Santuari de la Mare de Déu del Camí | Modifica les dades a Wikidata |
|        | Granyena de Segarra                              | Granyena de Segarra | entitat singular de població capital municipal | 147 hab                                                       | 41° 37′ 26″ N, 1° 14′ 39″ E / 41.62394093°N,1.24407633°E 602 msnm                                                                  |                                                      |                                                  | Modifica les dades a Wikidata |
|        | Monument Commemoratiu a la Mare de Déu del Camí  | Granyena de Segarra | monument                                       | Estil: arquitectura popular 19th century                      | 41° 37′ 57″ N, 1° 15′ 11″ E / 41.63249°N,1.25308°E ca:Sortida de Granyena LV-2142, cruïlla a l'esquerra direcció Santuari 558 msnm | bé integrant del patrimoni cultural català           | Monument Commemoratiu a la Mare de Déu del Camí  | Modifica les dades a Wikidata |
|        | Niu de metralladores de Granyena de Segarra      | Granyena de Segarra | fortificació                                   | Estil: arquitectura popular 20th century                      | 41° 37′ 17″ N, 1° 12′ 35″ E / 41.62143°N,1.2098°E ca:Camí de Granyena de Segarra a Tàrrega 545 msnm                                | bé integrant del patrimoni cultural català           | Niu de metralladores de Granyena de Segarra      | Modifica les dades a Wikidata |
|        | Plaça Roca Sastre                                | Granyena de Segarra | plaça                                          | Estil: arquitectura popular 20th century                      | 41° 37′ 26″ N, 1° 14′ 48″ E / 41.62389°N,1.24677°E ca:Pl. Roca Sastre 598 msnm                                                     | bé integrant del patrimoni cultural català           | Plaça Roca Sastre                                | Modifica les dades a Wikidata |
|        | Portals del carrer del Pou                       | Granyena de Segarra | porta de ciutat                                | Estil: arquitectura romànica arquitectura gòtica 11st century | 41° 37′ 22″ N, 1° 14′ 44″ E / 41.62275°N,1.24553°E ca:C. del Pou 488 msnm                                                          | bé integrant del patrimoni cultural català           | Portals del carrer del Pou                       | Modifica les dades a Wikidata |
|        | Teuleria de Granyena de Segarra                  | Granyena de Segarra | teuleria                                       | Estil: arquitectura popular 19th century Estat: ruïnós        | 41° 37′ 42″ N, 1° 15′ 25″ E / 41.628293°N,1.256807°E 558 msnm                                                                      | bé integrant del patrimoni cultural català           | Teuleria de Granyena de Segarra                  | Modifica les dades a Wikidata |
|        | Torre de Granyena de Segarra                     | Granyena de Segarra | torre de sentinella                            | Estil: arquitectura romànica 11st century                     | 41° 37′ 13″ N, 1° 14′ 56″ E / 41.620388°N,1.24881°E ca:Camí de Granyena a Gramuntell, cruïlla a la dreta 594 msnm                  | bé d'interès cultural bé cultural d'interès nacional | Torre de Granyena de Segarra                     | Modifica les dades a Wikidata |
|        | casa consistorial de Granyena de Segarra         | Granyena de Segarra | casa consistorial                              |                                                               | 41° 37′ 26″ N, 1° 14′ 49″ E / 41.6237894°N,1.2468255°E                                                                             |                                                      |                                                  | Modifica les dades a Wikidata |
|        | creu de terme de Granyena de Segarra             | Granyena de Segarra | creu de terme                                  | Estil: barroc 17th century                                    | 41° 37′ 36″ N, 1° 13′ 49″ E / 41.62674°N,1.23035°E ca:Camí de Granyena a Tàrrega 598 msnm                                          | bé integrant del patrimoni cultural català           | Creu de terme de Granyena de Segarra             | Modifica les dades a Wikidata |
|        | pleta del Castell                                | Granyena de Segarra | cabana                                         | Estat: ruïnós                                                 | 41° 37′ 10″ N, 1° 11′ 33″ E / 41.619406995124°N,1.1924122238159°E ca:Camí de Granyena a Tàrrega 507 msnm                           |                                                      |                                                  | Modifica les dades a Wikidata |